# NGC 28
NGC 28 (други обозначения – AM 0007 – 571, PGC 730) е елиптична галактика (E1) в съзвездието Феникс.
Обектът присъства в оригиналната редакция на „Нов общ каталог“.
Галактиката е открита от английския астроном Джон Хершел на 28 октомври 1834 г.